# Championnats d'Afrique de natation 2022
Navigation
Accra 2021 Luanda 2024
La 15e édition des championnats d'Afrique de natation se déroule à Tunis en Tunisie du 20 au 25 août 2022. 
La compétition est dominée par l'Afrique du Sud.

## Podiums

### Hommes
| Épreuves               | Or | Argent                                                                                                  | Bronze                                                                                      |
| Nage libre             | Nage libre | Nage libre                                                                                              | Nage libre                                                                                  |
| ---------------------- | --- | --- | ------------------------------------------------------------------------------------------- |
| 50 m                   | Clayton Jimmie (RSA) 22 s 47                                                                                                 | Oussama Sahnoune (ALG) 22 s 54                                                                          | Omar Mehamed Taha Radwan Faker (EGY) 22 s 62                                                |
| 100 m                  | Oussama Sahnoune (ALG) 49 s 44                                                                                               | Clayton Jimmie (RSA) 49 s 78                                                                            | Omar Adel Omar Adel (EGY) 50 s 61                                                           |
| 200 m                  | Abdalla Ahmed Nasr Amin Youssef (EGY) 1 min 52 s 14                                                                          | Mohamed Lagili (TUN) 1 min 52 s 16                                                                      | Ahmed Jaouadi (TUN) 1 min 52 s 21                                                           |
| 400 m                  | Ahmed Jaouadi (TUN) 3 min 55 s 14                                                                                            | Marwan El-Amrawy (EGY) 3 min 55 s 30                                                                    | Mohamed Lagili (TUN) 3 min 59 s 97                                                          |
| 800 m                  | Marwan El-Amrawy (EGY) 8 min 06 s 46                                                                                         | Ahmed Jaouadi (TUN) 8 min 10 s 34                                                                       | Mohamed Khalil Ben Ajmia (TUN) 8 min 18 s 89                                                |
| 1 500 m                | Ahmed Jaouadi (TUN) 15 min 33 s 51                                                                                           | Marwan El-Amrawy (EGY) 15 min 45 s 80                                                                   | Mohamed Khalil Ben Ajmia (TUN) 15 min 57 s 57                                               |
| Dos                    | | |                                                                                             |
| 50 m                   | Clayton Jimmie (RSA) 25 s 75                                                                                                 | Abdellah Ardjoune (ALG) 25 s 87                                                                         | Ruard van Renen (RSA) 26 s 68                                                               |
| 100 m                  | Abdellah Ardjoune (ALG) 55 s 31 CR                                                                                           | Salim Zied (SUD) 55 s 91                                                                                | Ruard van Renen (RSA) 57 s 09                                                               |
| 200 m                  | Abdellah Ardjoune (ALG) 2 min 00 s 88                                                                                        | Mohamed Hany Mohamady (EGY) 2 min 01 s 68                                                               | Salim Zied (SUD) 2 min 02 s 06                                                              |
| Brasse                 | | |                                                                                             |
| 50 m                   | Jaouad Syoud (ALG) 28 s 00NR                                                                                                 | Adnan Beji (TUN) 28 s 02                                                                                | Mohamed Eissawy (EGY) 28 s 14                                                               |
| 100 m                  | Jaouad Syoud (ALG) 1 min 01 s 18 CR, NR                                                                                      | Adnan Beji (TUN) 1 min 01 s 49                                                                          | Mohamed Eissawy (EGY) 1 min 02 s 66                                                         |
| 200 m                  | Jaouad Syoud (ALG) 2 min 13 s 37 CR                                                                                          | Matthew Randle (RSA) 2 min 15 s 43                                                                      | Adnan Beji (TUN) 2 min 16 s 94                                                              |
| Papillon               | | |                                                                                             |
| 50 m                   | Clayton Jimmie (RSA) 23 s 54                                                                                                 | Abeiku Jackson (GHA) 24 s 08                                                                            | Omar Mehamed Taha Radwan Faker (EGY) 24 s 27                                                |
| 100 m                  | Abeiku Jackson (GHA) 53 s 89                                                                                                 | Jaouad Syoud (ALG) 53 s 94                                                                              | Clayton Jimmie (RSA) 54 s 22                                                                |
| 200 m                  | Jaouad Syoud (ALG) 1 min 58 s 98 CR                                                                                          | Ross Hartigan (RSA) 2 min 1 s 23                                                                        | Abdalla Ahmed Nasr Amin Youssef (EGY) 2 min 02 s 71                                         |
| Quatre nages           | | |                                                                                             |
| 200 m                  | Jaouad Syoud (ALG) 2 min 00 s 05 CR                                                                                          | Ross Hartigan (RSA) 2 min 03 s 87                                                                       | Moncef Aymen Balamane (ALG) 2 min 04 s 26                                                   |
| 400 m                  | Jaouad Syoud (ALG) 4 min 22 s 08                                                                                             | Karim Magdi Mahmoud Ismail Mahmoud (EGY) 4 min 28 s 54                                                  | Ruan Ras (RSA) 4 min 29 s 06                                                                |
| Relais                 | | |                                                                                             |
| 4 x 100 m nage libre   | Égypte Mohamed Yasser Mohamed Omar Sohib Khaled Emam Khodry Omar Mehamed Taha Radwan Faker Omar Adel Omar Adel 3 min 24 s 76 | Algérie Aimene Moncef Aymen Balamane Sofiane Achour Talet Oussama Sahnoune Jaouad Syoud 3 min 26 s 51   | Sénégal Steven Aimable El Hadji Adama Niane Matthieu Seye Karl-Wilson Aimable 3 min 27 s 92 |
| 4 x 200 m nage libre   | Égypte Abdalla Ahmed Nasr Amin Youssef Mohamed Yasser Mohamed Omar Marwan El-Amrawy Omar Adel Omar Adel 7 min 32 s 49        | Tunisie Mohamed Khalil Ben Ajmia Ahmed Jaouadi Mohamed Aziz Ghaffari Mohamed Lagili 7 min 34 s 40       | Afrique du Sud Roberto Gomes Ross Hartigan Tai Pearson Ruan Ras 7 min 42 s 93               |
| 4 x 100 m quatre nages | Algérie Abdellah Ardjoune Moncef Aymen Balamane Jaouad Syoud Oussama Sahnoune 3 min 42 s 05                                  | Égypte Mohamed Hany Mohamady Mohamed Eissawy Sohib Khaled Emam Khodry Omar Adel Omar Adel 3 min 45 s 14 | Afrique du Sud Ruard Van Renen Matthew Randle Ross Hartigan Clayton Jimmie 3 min 45 s 26    |
| Nage en eau libre      | | |                                                                                             |
| 5 km nage en eau libre | Marwan El-Amrawy (EGY) 57 min 54 s                                                                                           | Mohamed Tarek Kareem Elboushy (EGY) 1 h 2 min 9 s                                                       | Mohamed Khalil Ben Chaabane (TUN) 1 h 2 min 12 s                                            |

### Femmes
| Épreuves               | Or                                                                                       | Argent | Bronze                                                                                        |
| Nage libre             | Nage libre                                                                               | Nage libre | Nage libre                                                                                    |
| ---------------------- | ---------------------------------------------------------------------------------------- | --- | --------------------------------------------------------------------------------------------- |
| 50 m                   | Inge Weidemann (RSA) 25 s 75                                                             | Kirabo Namutebi (UGA) 26 s 01 NR                                                                                            | Nesrine Medjahed (ALG) 26 s 12                                                                |
| 100 m                  | Inge Weidemann (RSA) 57 s 20                                                             | Nesrine Medjahed (ALG) 57 s 26                                                                                              | Trinity Hearne (RSA) 57 s 65                                                                  |
| 200 m                  | Lojine Abdallah Salah Zaki Hamed (EGY) 2 min 05 s 53                                     | Trinity Hearne (RSA) 2 min 05 s 65                                                                                          | Hannah Pearse (RSA) 2 min 07 s 92                                                             |
| 400 m                  | Lojine Abdallah Salah Zaki Hamed (EGY) 4 min 25 s 50                                     | Maram Souissi (TUN) 4 min 29 s 84                                                                                           | Samantha Randle (RSA) 4 min 30 s 07                                                           |
| 800 m                  | Lojine Abdallah Salah Zaki Hamed (EGY) 9 min 05 s 26                                     | Samantha Randle (RSA) 9 min 08 s 56                                                                                         | Jamila Boulakbèche (TUN) 9 min 13 s 66                                                        |
| 1 500 m                | Samantha Randle (RSA) 17 min 28 s 54                                                     | Lojine Abdallah Salah Zaki Hamed (EGY) 17 min 30 s 73                                                                       | Jamila Boulakbèche (TUN) 17 min 43 s 53                                                       |
| Dos                    |                                                                                          | |                                                                                               |
| 50 m                   | Kerryn Herbst (RSA) 29 s 53                                                              | Meroua Merniz (ALG) 29 s 79                                                                                                 | Sara El Sammany (EGY) 30 s 09                                                                 |
| 100 m                  | Kerryn Herbst (RSA) 1 min 03 s 34                                                        | Anishta Teeluck (MRI) 1 min 04 s 59                                                                                         | Meroua Merniz (ALG) 1 min 04 s 65                                                             |
| 200 m                  | Hannah Pearse (RSA) 2 min 16 s 19                                                        | Anishta Teeluck (MRI) 2 min 19 s 01                                                                                         | Samantha Randle (RSA) 2 min 19 s 18                                                           |
| Brasse                 |                                                                                          | |                                                                                               |
| 50 m                   | Emily Visagie (RSA) 33 s 22                                                              | Alicia Kok Shun (MRI) 33 s 31                                                                                               | Hedy Moustafa Mahmoud Aly (EGY) 33 s 50                                                       |
| 100 m                  | Emily Visagie (RSA) 1 min 11 s 49                                                        | Hamida Rania Nefsi (ALG) 1 min 12 s 55                                                                                      | Habiba Belghith (TUN) 1 min 13 s 17                                                           |
| 200 m                  | Emily Visagie (RSA) 2 min 34 s 33                                                        | Hamida Rania Nefsi (ALG) 2 min 38 s 70                                                                                      | Rawan El Damaty (EGY) 2 min 39 s 50                                                           |
| Papillon               |                                                                                          | |                                                                                               |
| 50 m                   | Inge Weidemann (RSA) 27 s 28                                                             | Sara El Sammany (EGY) 27 s 63                                                                                               | Oumy Diop (SEN) 27 s 86                                                                       |
| 100 m                  | Trinity Hearne (RSA) 1 min 01 s 08                                                       | Oumy Diop (SEN) 1 min 01 s 24                                                                                               | Rawan El Damaty (EGY) 1 min 02 s 48                                                           |
| 200 m                  | Trinity Hearne (RSA) 2 min 20 s 88                                                       | Hiaa Khaled Ibrahim Abdemeged Salim Diab (EGY) 2 min 20 s 95                                                                | Lia Ana Lima (ANG) 2 min 23 s 57                                                              |
| Quatre nages           |                                                                                          | |                                                                                               |
| 200 m                  | Emily Visagie (RSA) 2 min 19 s 69                                                        | Trinity Hearne (RSA) 2 min 19 s 85                                                                                          | Imène Kawthar Zitouni (ALG) 2 min 26 s 28                                                     |
| 400 m                  | Trinity Hearne (RSA) 4 min 56 s 89                                                       | Samantha Randle (RSA) 4 min 58 s 57                                                                                         | Rawan El Damaty (EGY) 5 min 02 s 69                                                           |
| Relais                 |                                                                                          | |                                                                                               |
| 4 x 100 m nage libre   | Afrique du Sud Inge Weidemann Trinity Hearne Emily Visagie Kerryn Herbst 3 min 52 s 52   | Égypte Sara El Sammany Carine Abdelmalak Lojine Abdallah Salah Saki Hamed Farida Samra 3 min 54 s 73                        | Tunisie Roua Ben Fraj Tayssir Sliti Habiba Belghith Inès Barbouch 4 min 03 s 49               |
| 4 x 200 m nage libre   | Afrique du Sud Trinity Hearne Hannah Pearse Samantha Randle Inge Weidemann 8 min 36 s 51 | Égypte Lamis El Sokary Hiaa Khaled Ibrahim Abdemeged Salim Diab Lojine Abdallah Salah Zaki Hamed Farida Samra 8 min 38 s 79 | Algérie Nesrine Medjahed Hamida Rania Nefsi Meroua Merniz Imène Kawthar Zitouni 8 min 47 s 39 |
| 4 x 100 m quatre nages | Afrique du Sud Kerryn Herbst Emily Visagie Trinity Hearne Inge Weidemann 4 min 15 s 51   | Algérie Meroua Merniz Hamida Rania Nefsi Imène Kawthar Zitouni Nesrine Medjahed 4 min 20 s 75                               | Tunisie Inès Barbouch Habiba Belghith Roua Ben Fraj Tayssir Sliti 4 min 24 s 41               |
| Nage en eau libre      |                                                                                          | |                                                                                               |
| 5 km nage en eau libre | Lamis El Sokary (EGY) 1 h 6 min 49 s                                                     | Samantha Randle (RSA) 1 h 7 min 10 s                                                                                        | Jamila Boulakbèche (TUN) 1 h 10 min 50 s                                                      |

### Mixte
| Épreuves               | Or                                                                                        | Argent                                                                                     | Bronze                                                                                      |
| Relais                 | Relais                                                                                    | Relais                                                                                     | Relais                                                                                      |
| ---------------------- | ----------------------------------------------------------------------------------------- | ------------------------------------------------------------------------------------------ | ------------------------------------------------------------------------------------------- |
| 4 x 100 m nage libre   | Afrique du Sud Ruard Van Renen Clayton Jimmie Trinity Hearne Inge Weidemann 3 min 37 s 30 | Algérie Oussama Sahnoune Imène Kawthar Zitouni Nesrine Medjahed Jaouad Syoud 3 min 38 s 98 | Égypte Mohamed Hany Mohamady Farida Samra Sara El Sammany Omar Adel Omar Adel 3 min 39 s 41 |
| 4 x 100 m quatre nages | Afrique du Sud Ruard Van Renen Matthew Randle Kerryn Herbst Inge Weidemann 4 min 00 s 15  | Algérie Abdellah Ardjoune Hamida Rania Nefsi Jaouad Syoud Nesrine Medjahed 4 min 00 s 44   | Égypte Sara El Sammany Mohamed Eissawy Rawan El Damaty Omar Adel Omar Adel 4 min 03 s 47    |